# Venance Payot
 (novembre 2023).
- Si vous ne connaissez pas le sujet, laissez ce bandeau (vous pouvez alors contacter les auteurs).
- Si vous supprimez le contenu mis en cause (vous pouvez préalablement contacter les auteurs),

argumentez précisément cette suppression dans la page de discussion
(un manque de référence n'est pas un argument ; une recherche réelle de référence doit avoir été effectuée, être formellement documentée).
 (novembre 2023).
Si vous disposez d'ouvrages ou d'articles de référence ou si vous connaissez des sites web de qualité traitant du thème abordé ici, merci de compléter l'article en donnant les références utiles à sa vérifiabilité et en les liant à la section « Notes et références ».
Pour les articles homonymes, voir Payot.
Venance Payot, né le 26 juin 1826 à Chamonix où il est mort le 13 mars 1902, est un naturaliste savoyard. 
Il a été guide, collectionneur, érudit, éditeur, marchand, élu local. Lui-même se qualifiait de « naturaliste à Chamonix ».
Caractère éclectique, il tire profit du monde qui l’entoure, en lien avec la faune, la flore et la minéralogie de la vallée du Mont-Blanc.
Son goût des sciences naturelles le mène à créer une collection naturaliste. Il en fera don au musée et à la bibliothèque de la ville d’Annecy.

## Un chamoniard auXIXesiècle

### Le guide de haute montagne
Le père de Venance Payot complète ses revenus d'agriculteur en guidant les visiteurs dans les montagnes : ils mènent les touristes « à la glace ».
Pierre-Joseph Payot, le père de Venance était guide ; il fut celui d’Alexandre Dumas en 1832 et rencontra Jacques Balmat qui avait réussi, avec Michel Paccard, la 1re ascension du Mont Blanc.
Venance Payot apprend le métier en tant que porteur, puis aspirant. Après un examen devant un jury de pairs, il obtient le titre de guide à la Compagnie des guides de Chamonix (créée en 1821). Dès l’âge de 15 ans, en 1841, il atteint le sommet du Mont Blanc.
Par sa profession, il acquiert les qualités qui lui permettent d’accompagner les caravanes de touristes sur les sites alors à la mode : le chemin du Montenvers et la Mer de Glace, la Flégère, les Aiguilles Rouges, le Brévent, etc.
Il développe un intérêt pour la géologie, les glaciers, la faune et la flore de sa région.
Sa curiosité et ses connaissances naturalistes lui permettent de faire partie d’expéditions scientifiques, comme celles de Filippo Parlatore, botaniste sicilien, en 1849 et celle du Dr William Pitschner en 1861.

### L’homme politique
Son intérêt pour sa région, les montagnes et les glaciers s'exprime dans le souci des Chamoniards (plus particulièrement des guides), de se protéger « des étrangers », de préserver leur identité locale. Il est à plusieurs reprises conseiller municipal et obtient deux mandats de maire : le premier de 1863 à 1864 et le second mandat de 1881 à 1882.
Il achève sa carrière politique en obtenant un siège de conseiller d’arrondissement de la Haute-Savoie de 1892 à 1898. Peu après son élection, des financiers suisses et français déposent un projet de chemin de fer reliant Chamonix au Montenvers, promontoire dominant la Mer de Glace. Un mouvement de protestation ralentit leur entreprise.
La visite au Montenvers est une attraction populaire, le principal itinéraire touristique, et une des courses les plus rentables. Les guides, les muletiers (loueurs de mulets pour les touristes ne souhaitant pas marcher), les porteurs et les élus des communes de Chamonix, Vallorcine et Servoz protestent vivement.  Venance Payot fait partie des opposants. Sous son impulsion, un livret de contestations Chemin de fer d’intérêt local de Chamonix au Montenvers : protestations, est édité en 1893 à Annecy, chez J. Dépollier. Il dénonce un « attentat au pittoresque ».
Le département et la préfecture déclarent le chemin de fer d’utilité publique le 6 août 1897. La voie est inaugurée en 1908.

## Le collectionneur

### Un passionné de sciences naturelles
Pendant plus de cinquante ans, Venance Payot s’intéresse à l’ensemble de la faune, de la flore et des roches de la vallée du Mont-Blanc. Lors de ses courses, il réalise une véritable nomenclature botanique et minérale des alentours du Mont-Blanc, en collectant des plantes, des cristaux, des insectes, et des œufs d’oiseaux.
Il adopte une démarche scientifique. Il mentionne, sur chaque échantillon, son nom et le lieu le plus proche de la cueillette. Tout spécimen est ainsi identifié, classé et étiqueté.
Il réalise des herbiers : les plantes sont placées sur des vélins et accompagnées d’étiquettes avec indication du lieu de cueillette.
Venance Payot possédait plusieurs herbiers : certains constitués par lui, d’autres achetés à des confrères naturalistes, comme Pierre Tranquille Husnot pour les mousses, ou Auguste-François Le Jolis pour les algues.
Il classe les cristaux qu’il ramasse dans de petits coffrets et les vend. Il a l’idée de remplacer son cabinet naturaliste où sont présentés des échantillons des « trois règnes : animal, végétal et minéral » par une boutique de souvenirs, nommée Au cristal de roches. Installé Place de l’église à Chamonix, Payot vend aux touristes des plantes, des cristaux de roches, des champignons, etc.

### Une bibliothèque de savant
Comme l'indiquent les ex-libris sur tous ses livres, Venance Payot a commencé très jeune à acquérir des ouvrages de référence. Sa bibliothèque contient environ 300 ouvrages de sciences naturelles, principalement de biologie, botanique et zoologie. Elle rassemble plus d’un siècle d’édition scientifique, de 1772 au début du XXe siècle, avec une orientation régionale.
De nombreux livres de cette bibliothèque sont considérés comme des travaux majeurs. Sont présents des ouvrages de Charles Lyell (1797-1875) ou de James Dwight Dana (1813–1895), éminents géologues, de René-Just Haüy (1743-1822), un des fondateurs de la minéralogie moderne, de Gabriel de Mortillet (1821-1898), géologue, archéologue et anthropologue.
Des études d’auteurs de renommée locale ou régionale sont la part la plus importante de la collection, comme Alphonse Favre, écrivant sur les Alpes ou Joseph Vallot (1854-1925) relatant ses expériences au Mont-Blanc.
La géologie et la minéralogie ont une grande place dans sa bibliothèque, la botanique reste la science la mieux représentée. Il possède de nombreuses petites études, des livres de botanique de référence, comme La botanique enseignée en 22 leçons de Louis Demerson.
D’autres sciences complètent sa collection de livres : la zoologie, l’entomologie, l’ornithologie et la météorologie, ainsi que beaucoup de textes relatifs à la région savoyarde.

### Une vie consacrée à la recherche
Venance Payot a créé une collection savante : échantillons d’espèces, livres de référence, dictionnaires, études détaillées avec illustrations pour faciliter l’identification sur le terrain. Il considère sa bibliothèque comme un outil de travail, fait des ajouts aux textes originels et inscrit des notes pour alimenter ses travaux.
Cette conception d’une collection de recherche s’inscrit dans le contexte d’effervescence scientifique qui touche le XIXe siècle. Des sciences telles que la botanique, la zoologie et la géologie se développent. Apparaît alors la figure du naturaliste, dont Venance Payot .
Cristaux et plantes ne sont plus considérés comme des objets prestigieux ou des « curiosités » mais comme des ’objets d’étude scientifique.
Venance Payot ouvre sa collection scientifique, en particulier son herbier, aux chercheurs.
L'ensemble est considéré aujourd’hui comme « savant » parce qu’il contient de très nombreuses études scientifiques.

## L’érudit

### L’auteur: des communications savantes aux publications touristiques
La passion de Venance Payot pour les sciences naturelles l’amène à rédiger et publier des études sur ses trois sujets de prédilection : la botanique, la minéralogie et les glaciers.
En 1844, alors qu’il est élève au collège royal de Bonneville, paraît un Herbier des Alpes ou collections de plantes alpines recueillies dans les montagnes de Chamonix qui avoisinent le Mont-Blanc ; il s’agit d’un catalogue de plantes recueillies dans l’herbier de Venance Payot et classées par Louis Coppier, professeur au collège de Bonneville.
À partir des années 1850, Payot fait régulièrement paraître des livres et des brochures édités à Genève, Lyon ou Paris où la botanique prédomine.
Il complète ces éditions par des articles dans des revues scientifiques comme le Bulletin de la Société botanique de France ou l’Annuaire du Club alpin français, la Revue savoisienne…
Les glaciers constituent un autre sujet d’intérêt ; il fait de nombreuses observations sur le mouvement des glaciers de la chaîne du Mont-Blanc, donnant lieu à des publications.
Le scientifique est aussi l’auteur de divers guides destinés aux touristes, dont le nombre ne cesse d’augmenter ; il les vend dans son magasin, et les dépose dans les hôtels de Chamonix.  En 1869, il édite un Guide-itinéraire du Mont-Blanc, qui va provoquer un incident avec les nouvelles autorités préfectorales françaises : Payot a « omis » de payer les droits de douane de cet ouvrage, imprimé à Genève. La couverture de l’ouvrage porte un slogan assez irrévérencieux à l’égard du régime impérial français, les Chamoniards n’étant pas favorables au rattachement de la Savoie à la France.

### Le scientifique: Venance Payot au cœur d’un réseau…
Selon les usages de l’époque, Venance Payot est en relation avec de nombreux autres érudits et scientifiques en France et en Europe.
Il est membre ou correspondant de très nombreuses sociétés savantes : Société botanique de Lyon, Société murithienne du Valais, Société phytologique et micrographique de Belgique, Academia pittagorica de Naples, etc. Il appartient notamment à l’Académie florimontane, dont le siège est à Annecy.
Il est élu le 15 juin 1882 à l'Académie des sciences, belles-lettres et arts de Savoie, avec pour titre académique Correspondant.
Dans sa bibliothèque, de nombreux envois d'auteurs attestent de son appartenance à un réseau de scientifiques et de leurs relations. Les échanges sont réguliers, qu’il s’agisse d’écrits ou de spécimens (plantes, minéraux, animaux naturalisés) .

### Le donateur: à la recherche de l’éternité…
Alors qu’il atteint l’âge de 70 ans, Payot se soucie de trouver un emplacement pour abriter ses collections après sa disparition, et il se tourne vers le musée le plus important du département de la Haute-Savoie, celui d’Annecy. Le 15 février 1897, il fait part de son désir d’offrir ses collections à la Ville : « Je veux que ces collections restes (sic) séparées du musée actuel sans jamais être confondues dans celui existant dans une pièce voisine ou contiguë de celui existant et portant le nom de musée Venance Payot naturaliste de Chamonix à l’entrée…  »
Suit un descriptif des collections qu’il envisage de donner : 
- une collection de coléoptères et de lépidoptères des environs du Mont Blanc ;
- une collection d’œufs d’oiseaux de la Savoie ;
- une collection de roches des terrains cristallins et sédimentaires ;
- une collection de fossiles ;
- un groupe de gros cristaux blancs et noirs trouvés dans une grotte sous la Mer de Glace ;
- un bouquetin ;
- les herbiers de phanérogames, de cryptogames, de mousses ;
- sa bibliothèque.

Les objets sont accompagnés d’un petit capital dont les intérêts « serviraient à perpétuité à l’entretien de ces collections. »
À partir du mois d’avril 1897, Payot commence à envoyer des spécimens.
En 1898, il trouve que l’installation de ses collections au Musée, dans les conditions qu’il impose, semble traîner. Il réclame des précisions, et finit par se déplacer jusqu’à Annecy, pour constater l’état de présentation de ses objets : il n’en est pas satisfait mais continue ses envois. À partir de 1900, ses collections sont enfin installées dans une pièce particulière du Musée d’Annecy portant le nom de Venance Payot. La bibliothèque et le musée d’Annecy conservent dans leurs collections les dons de Payot, mais aujourd’hui rangés dans des magasins et réserves.

## Vie personnelle
On a peu de détails sur la vie personnelle de Venance Payot.
Il est apparenté à une famille renommée de Chamonix. 
Un seul portrait a pu être retrouvé au Musée alpin de Chamonix. 
Son magasin, Au cristal de roche, a disparu à sa mort. A la place, la banque Payot fut créée par son neveu, Paul Payot. 
De sa vie publique restent deux péripéties : le conflit qui l’oppose au sous-préfet de Bonneville au sujet d’une publication qu’on lui ordonne de retirer de la vente et sa prise de position contre le chemin de fer du Montenvers. 
Son activité de naturaliste est connue grâce à ses publications et aux collections léguées à la ville d’Annecy.

## Œuvres de Venance Payot
Payot est l’auteur de plusieurs livres, brochures et nombreux articles parus dans des revues savantes ou locales. Il a principalement écrit sur 3 sujets : la botanique, la minéralogie et les glaciers.

### Quelques titres choisis
- Herbier des Alpes, ou collection de plantes alpines recueillies dans les montagnes de Chamonix qui avoisinent le Mont- Blanc, par Venance Payot et Louis Coppier, Bonneville : A. Chavin, 1844.
- Guide du botaniste au Jardin de la Mer de glace, Genève, 1854.
- Guide-itinéraire au Mont-Blanc, à Chamonix et dans les vallées voisines, Genève : C.Gruaz ; Chamonix, 1857
- Catalogue des fougères, prêles et lycopodiacées des environs du Mont-Blanc…, Paris : Cherbuliez, 1860.
- Erpétologie, malacologie et paléontologie des environs du Mont-Blanc, Lyon : impr de Barret, 1864
- Lithologie – catalogue de la série des roches de la chaîne du Mont-Blanc, 3e édition. Genève : impr. Soullier et Wirth, 1872
- Géologie et minéralogie des environs du Mont-Blanc, Genève : H.Georg, 1873
- Guide du botaniste ou catalogue des plantes rares de la Suisse française, Lausanne : impr. Vue S. Genton et Fils, 1878
- Florule du Mont-Blanc : guide du botaniste et du touriste dans les Alpes Pennines, Paris : Sandoz et Thuillier, 18… 1886 . 3 volumes : 1 Phanérogames ; 2 Cryptogames ; 3 Florule bryologique
- Oscillations des quatre grands glaciers de la vallée de Chamonix et énumération des ascensionnistes au Mont-Blanc…, Genève, J.Sandoz, 1879
- Description pétrographique des roches des terrains cristallins primaires et sédimentaires du massif de la chaîne du Mont-Blanc…, Genève : impr. Richter, 1885
- Excursion au Mont Lachat et au pavillon de Bellevue, 1895
- Statistique minéralogique et pétrographique des roches de la chaîne du Mont-Blanc. Lyon : impr. L. Jacquet, 1895
- Enumération des lichens des roches des Grands Mulets. Genève :  impr. Romet, 1899.

### Documentation
- Bibliothèque d’Annecy : correspondance, manuscrits de Payot, documents divers.
- Musée d’Annecy : dossier de correspondance et diverses pièces concernant la donation.
- Archives municipales d’Annecy :  dossier lié au don et au legs (correspondance de Payot avec le Maire et Marc Le Roux, délibérations etc).
- Archives départementales : dossier sur « l’affaire » du Guide itinéraire du Mont Blanc, retiré de la vente en 1869.
- Émilie Grognux : Étude du fonds Venance Payot ; diplôme national de master, Université Lyon 2, 2007.